# Roots (Sepultura)
Roots is het zesde album van de Braziliaanse metalband Sepultura. Het album is uitgebracht in 1996. Dit album zet de Braziliaanse stam-elementen van Chaos A.D. sterk door en maakt het zelfs een dragende factor op dit album. Tot op een punt dat het simpelweg wereldmuziek te noemen is. Roots is het meest verkochte Sepultura-album  en een van de populairste metalalbums ooit. Het album heeft een sterkte invloed gehad op nu metal, een genre dat toen nog maar kort bestond en werd gespeeld door bands als KoЯn, gekenmerkt door een zwaar gitaargeluid met een flinke distortion, agressieve zang en songteksten en een traag en zwaar geluid.
Dit is het laatste album van Sepultura met Max Cavalera als de zanger en ritmegitarist. In 1996 ontstond er een ruzie tussen Cavalera en de andere bandleden, waardoor Cavalera min of meer geforceerd de band verliet, en vrijwel meteen Soulfly oprichtte, een band bedoeld om het geluid van Roots door te zetten. Zijn broer Igor bleef nog wel in de band. In 1998 werd zanger Derrick Green aan de band toegevoegd, die tot op heden nog steeds de zang levert.

## Tracks
1. "Roots Bloody Roots"
2. "Attitude"
3. "Cut-Throat"
4. "Ratamahatta"
5. "Breed Apart"
6. "Straighthate"
7. "Spit"
8. "Lookaway"
9. "Dusted"
10. "Born Stubborn"
11. "Jasco"
12. "Itsári"
13. "Ambush"
14. "Endangered Species"
15. "Dictatorshit"
16. "Canyon Jam"

"Canyon Jam" is een track die niet in de tracklist staat. Het bestaat slechts uit geluiden opgenomen bij de Xavantes, de stam die de stamelementen op dit album verzorgd.

## Bezetting van de band tijdens opname
- Max Cavalera
- Igor Cavalera
- Andreas Kisser
- Paulo Jr.